# Ван Ренсбург, Кристо
Кристо ван Ренсбург (африк. Christo van Rensburg; р. 23 октября 1962, Эйтенхахе) — южноафриканский профессиональный теннисист и теннисный тренер. Победитель Открытого чемпионата Австралии в мужском парном разряде (1985), в общей сложности победитель 22 турниров в одиночном и парном разрядах.

## Спортивная карьера

### Начало карьеры
Перед тем, как стать профессиональным теннисистом, Кристо ван Ренсбург выиграл в начале 1980-х годов юниорский чемпионат ЮАР и национальное первенство на травяных кортах. В дальнейшем он зарекомендовал себя как многосторонний игрок, в первой половине карьеры побеждавший на быстрых кортах, а ближе к её концу на медленных.
Профессиональная карьера ван Ренсбурга началась в 1983 году. Уже летом он выиграл в паре с ещё одним южноафриканцем Майком Майбургом два турнира класса Challenger, а затем в Кливленде (Огайо) свой первый турнир Гран-при. Осенью 1984 года он дошёл до четвертьфинала Открытого чемпионата Австралии с другим соотечественником — Эдди Эдвардсом, а затем выиграл турнир в Сиднее с американцем Полом Аннаконом.

### Пик карьеры
1985 год стал одним из самых удачных на всём протяжении карьеры ван Ренсбурга. С февраля по октябрь они с Аннаконом восемь раз выходили в финалы турниров Гран-при, четырежды добившись победы. На Открытом чемпионате Франции и уимблдонском турнире они дошли до четвертьфинала. Среди обыгранных ими соперников были пары с участием первой ракетки мира Томаша Шмида и третьей ракетки мира Питера Флеминга. Наконец, в ноябре они выиграли свой пятый за сезон титул на Открытом чемпионате Австралии, где уже были посеяны под вторым номером. В итоге ван Ренсбург, начавший сезон на 65-й позиции в рейтинге игроков в парном разряде, закончил его на восьмой строчке.
В начале 1986 года Аннакон и ван Ренсбург, развивая достигнутый успех, стали финалистами Итогового турнира WCT с участием сильнейших пар мира. Победив три пары, они дважды проиграли опытным Хайнцу Гюнтхардту и Балажу Тароци — сначала в группе, а затем в финале. Несмотря на ранний успех, этот сезон оказался для них далеко не столь удачен, как предыдущий: за весь оставшийся год они только один раз побывали в финале турнира Гран-при, а лучшим результатом в турнирах Большого шлема стал выход в полуфинал на Уимблдоне. Кроме того, они могли записать себе в актив победу над сильнейшей парой мира Роберт Сегусо-Кен Флэк, одержанную на турнире в Индианаполисе. Свой единственный титул за сезон ван Ренсбург выиграл в самом конце с другим партнёром. В одиночном разряде он впервые серьёзно заявил о себе на Уимблдоне: находясь на 212-м месте в рейтинге, он победил соперников из Top-50 и лишь в четвёртом круге проиграл будущему полуфиналисту Слободану Живоиновичу.
В 1987 году Аннакон и ван Ренсбург продолжили сотрудничество, уже в январе добравшись до полуфинала Открытого чемпионата Австралии, где их остановили шведы Стефан Эдберг и Андерс Яррид. В феврале и марте они выиграли два турнира Гран-при во Флориде и в Чикаго, и к маю ван Ренсбург достиг высшей в карьере пятой позиции в рейтинге игроков в парном разряде. Вторая половина сезона сложилась менее удачно и включала только выход в четвертьфинал на Уимблдоне и ещё один финал турнира Гран-при, но этого хватило для участия в завершавшем сезон турнире Мастерс, где, однако, Аннакон и ван Ренсбург не сумели выйти из группы. Этот год стал для южноафриканца успешным и в одиночном разряде: в марте он выиграл турнир в Орландо (Флорида), обыграв в финале знаменитого ветерана Джимми Коннорса, что позволило ему впервые войти в Top-50 рейтинга. Год он закончил на 27-м месте в рейтинге, а в конце февраля 1988 года, побывав в полуфиналах ещё двух турниров Гран-при, добрался до 19-го места, ставшего рекордным в его одиночной карьере. Этот год он также закончил в числе 50 лучших игроков мира после того, как на родном корте в Йоханнесбурге добрался до финала, обыграв по ходу 12-ю ракетку мира Анри Леконта. В парном разряде он впервые за пять лет не сумел завоевать ни одного титула — ни с Аннаконом, с которым выступал до середины сезона, ни позднее с другими партнёрами. Его лучшим результатом стал выход в финал турнира в Париже в конце года с Джимом Граббом.
В начале 1989 года ван Ренсбург в паре с Аннаконом выиграл два турнира подряд и дошёл до финала на третьем. В сентябре они добрались до полуфинала Открытого чемпионата США, а последовавший за этим выход в финал турнира Гран-при в Сан-Франциско позволил южноафриканцу ненадолго вернуться в десятку сильнейших игроков в парном разряде и принять участие в очередном турнире Мастерс, где они с партнёром, впрочем, снова остановились уже на групповом этапе. Год ван Ренсбург закончил в Top-20 рейтинга. В одиночном разряде он показал сразу три из числа лучших результатов в своей карьере, добравшись до четвёртого круга на Открытых чемпионатах Австралии и США и выиграв Открытый чемпионат ЮАР. Ещё одним успехом стал выход накануне Уимблдона в финал турнира в Queen’s Club в Лондоне, где ван Ренсбурга обыграл лидер мирового рейтинга Иван Лендл. В итоге Кристо третий год подряд закончил в числе 50 лучших игроков мира в одиночном разряде.

### Завершение карьеры
Впереди у ван Ренсбурга было ещё восемь лет выступлений. Этот период уже не включал громких побед в турнирах Большого шлема, но в начале 90-х годов Кристо ещё дважды выходил в финалы турниров нового тура АТР, а в парном разряде таких финалов было ещё 11, из которых в восьми он добился победы с восемью разными партнёрами. География побед включала США, Японию, Италию, Швейцарию, Аргентину и Израиль. К списку побеждённых звёзд добавились соотечественник ван Ренсбурга и недавняя первая ракетка мира в парном разряде Дани Виссер, игроки первой десятки Ричи Ренеберг и Тодд Вудбридж и ведущие пары Грант Коннел-Патрик Гэлбрайт, Даниэль Нестор-Марк Ноулз и Даниэль Вацек-Евгений Кафельников.
В 1992 году, когда состоялось возвращение сборной ЮАР в Кубок Дэвиса в связи с окончанием эпохи апартеида, ван Ренсбург оказался в числе приглашённых в состав национальной команды. Он провёл за неё семь игр в одиночном и парном разрядах против намного более слабых сборных и записал на свой счёт национальный рекорд — семь побед при нуле поражений за время выступлений за сборную. Он также представлял ЮАР и на Олимпиаде 1992 года, куда его страна также была допущена после долгого перерыва, но проиграл в первом же круге соотечественнику — Уэйну Феррейре.
Свою последнюю победу в профессиональной карьере Кристо ван Ренсбург одержал в первом круге Открытого чемпионата Франции 1997 года, а последний матч провёл месяцем позже на Уимблдонском турнире. После окончания игровой карьеры он занялся тренерской практикой, работая с начинающими теннисистами в Остине (Техас). На протяжении короткого времени среди его подопечных был один из ведущих молодых игроков США Райан Харрисон.

## Участие в финалах турниров за карьеру
| Легенда                                |
| -------------------------------------- |
| Большой шлем (1)                       |
| Мастерс / Итоговый турнир WCT (1)      |
| ATP Super 9 / АТР Мастерс (0)          |
| ATP Championship Series / АТР Gold (0) |
| ATP World / ATP International (13)     |
| Гран-при (23)                          |

### Одиночный разряд (6)

#### Победы (2)
| №  | Дата        | Турнир                               | Покрытие | Соперник в финале | Счёт в финале |
| -- | ----------- | ------------------------------------ | -------- | ----------------- | ------------- |
| 1. | 16 мар 1987 | Орландо, Флорида, США                | Хард     | Джимми Коннорс    | 6-3, 3-6, 6-1 |
| 2. | 13 ноя 1989 | Открытый чемпионат ЮАР, Йоханнесбург | Хард (i) | Пол Чемберлин     | 6-4, 7-6, 6-3 |

#### Поражения (4)
| №  | Дата        | Турнир                               | Покрытие | Соперник в финале | Счёт в финале      |
| -- | ----------- | ------------------------------------ | -------- | ----------------- | ------------------ |
| 1. | 14 ноя 1988 | Открытый чемпионат ЮАР, Йоханнесбург | Хард (i) | Якоб Хласек       | 7-6, 4-6, 1-6, 6-7 |
| 2. | 12 июн 1989 | Queen’s Club, Лондон, Великобритания | Трава    | Иван Лендл        | 6-4, 3-6, 4-6      |
| 3. | 2 апр 1990  | Орландо, Флорида, США                | Хард     | Брэд Гилберт      | 2-6, 1-6           |
| 4. | 7 окт 1991  | Тель-Авив, Израиль                   | Хард     | Леонардо Лавалле  | 2-6, 6-3, 3-6      |

### Парный разряд (32)

#### Победы (20)
| №   | Дата        | Турнир                                 | Покрытие | Партнёр         | Соперники в финале              | Счёт в финале      |
| --- | ----------- | -------------------------------------- | -------- | --------------- | ------------------------------- | ------------------ |
| 1.  | 8 авг 1983  | Кливленд, Огайо, США                   | Хард     | Майк Майбург    | Франсиско Гонсалес Мэтт Митчелл | 7-6, 7-5           |
| 2.  | 10 дек 1984 | Сидней, Австралия                      | Трава    | Пол Аннакон     | Том Галликсон Скотт Маккейн     | 7-6, 7-5           |
| 3.  | 4 фев 1985  | Делрей-Бич, Флорида, США               | Хард     | Пол Аннакон     | Шервуд Стюарт Ким Уорик         | 7-5, 7-5, 6-4      |
| 4.  | 22 апр 1985 | Турнир WCT в Атланте, США              | Ковёр    | Пол Аннакон     | Стив Дентон Томаш Шмид          | 6-4, 6-3           |
| 5.  | 23 сен 1985 | Сан-Франциско, США                     | Ковёр    | Пол Аннакон     | Брэд Гилберт Сэнди Майер        | 3-6, 6-3, 6-4      |
| 6.  | 7 окт 1985  | Открытый чемпионат ЮАР, Йоханнесбург   | Хард (i) | Колин Даудсвелл | Амос Мансдорф Шахар Перкисс     | 3-7, 7-6, 6-4      |
| 7.  | 25 ноя 1985 | Открытый чемпионат Австралии, Мельбурн | Трава    | Пол Аннакон     | Ким Уорик Марк Эдмондсон        | 3-6, 7-6, 6-4, 6-4 |
| 8.  | 17 ноя 1986 | Открытый чемпионат ЮАР (2)             | Хард (i) | Майк де Палмер  | Андрес Гомес Шервуд Стюарт      | 3-6, 6-2, 7-6      |
| 9.  | 23 фев 1987 | Ки-Бискейн, Флорида (2)                | Хард     | Пол Аннакон     | Роберт Сегусо Кен Флэк          | 6-2, 6-4, 6-4      |
| 10. | 30 мар 1987 | Чикаго, США                            | Ковёр    | Пол Аннакон     | Майк де Палмер Гэри Доннелли    | 6-3, 7-6           |
| 11. | 13 фев 1989 | Мемфис, США                            | Хард (i) | Пол Аннакон     | Скотт Дэвис Тим Уилкисон        | 7-6, 6-7, 6-1      |
| 12. | 20 фев 1989 | Филадельфия, США                       | Ковёр    | Пол Аннакон     | Рик Лич Джим Пью                | 6-3, 7-5           |
| 13. | 24 сен 1990 | Базель, Швейцария                      | Хард (i) | Стефан Крюгер   | Нил Броуд Гэри Мюллер           | 4-6, 7-6, 6-3      |
| 14. | 8 окт 1990  | Тель-Авив, Израиль                     | Хард     | Ндука Одизор    | Рикард Берг Ронни Ботман        | 6-3, 6-4           |
| 15. | 29 мар 1993 | Осака, Япония                          | Хард     | Марк Кил        | Гленн Мичибата Дэвид Пейт       | 7-6, 6-3           |
| 16. | 5 июл 1993  | Ньюпорт, Род-Айленд, США               | Трава    | Хавьер Франа    | Байрон Блэк Джим Пью            | 4-6, 6-1, 7-6      |
| 17. | 11 апр 1994 | Бирмингем, Алабама, США                | Грунт    | Ричи Ренеберг   | Брайан Макфи Дэвид Уитт         | 2-6, 6-3, 6-2      |
| 18. | 6 ноя 1995  | Буэнос-Айрес, Аргентина                | Грунт    | Винсент Спейди  | Иржи Новак Давид Рикл           | 6-3, 6-3           |
| 19. | 29 апр 1996 | AT&T Tennis Challenge, Атланта         | Грунт    | Дэвид Уитон     | Билл Беренс Мэтт Лусена         | 7-6, 6-2           |
| 20. | 17 июн 1996 | Болонья, Италия                        | Грунт    | Брент Хайгарт   | Карим Алами Габор Кёвеш         | 6-1, 6-4           |

#### Поражения (12)
| №   | Дата        | Турнир                                      | Покрытие | Партнёр       | Соперники в финале            | Счёт в финале           |
| --- | ----------- | ------------------------------------------- | -------- | ------------- | ----------------------------- | ----------------------- |
| 1.  | 29 апр 1985 | Лас-Вегас, США                              | Хард     | Пол Аннакон   | Пэт Кэш Джон Фицджеральд      | 6-7, 7-6, 6-7           |
| 2.  | 8 июл 1985  | Ньюпорт, Род-Айленд, США                    | Трава    | Пол Аннакон   | Сэмми Джаммалва Питер Дуган   | 1-6, 3-6                |
| 3.  | 16 сен 1985 | Лос-Анджелес, США                           | Хард     | Пол Аннакон   | Роберт ван'т Хоф Скотт Дэвис  | 3-6, 6-7                |
| 4.  | 6 янв 1986  | Итоговый турнир WCT, Лондон, Великобритания | Ковёр    | Пол Аннакон   | Хайнц Гюнтхардт Балаж Тароци  | 4-6, 6-1, 6-7, 7-6, 4-6 |
| 5.  | 4 авг 1986  | Страттон-Маунтин, Вермонт, США              | Хард     | Пол Аннакон   | Джон Макинрой Питер Флеминг   | 3-6, 6-3, 3-6           |
| 6.  | 16 мар 1987 | Орландо, Флорида, США                       | Хард     | Пол Аннакон   | Шервуд Стюарт Ким Уорик       | 6-2, 6-7, 4-6           |
| 7.  | 24 окт 1988 | Париж, Франция                              | Хард     | Джим Грабб    | Пол Аннакон Джон Фицджеральд  | 2-6, 2-6                |
| 8.  | 6 мар 1989  | Скоттсдейл, Аризона, США                    | Хард     | Пол Аннакон   | Рик Лич Джим Пью              | 7-6, 3-6, 2-6, 6-2, 4-6 |
| 9.  | 25 сен 1989 | Сан-Франциско, США                          | Ковёр    | Пол Аннакон   | Дани Виссер Питер Олдрич      | 4-6, 3-6                |
| 10. | 22 апр 1991 | Сингапур                                    | Хард     | Стефан Крюгер | Грант Коннелл Гленн Мичибата  | 4-6, 7-5, 6-7           |
| 11. | 19 окт 1992 | Тайбэй, Тайвань                             | Ковёр    | Патрик Баур   | Сэндон Столл Джон Фицджеральд | 6-7, 2-6                |
| 12. | 1 фев 1993  | Марсель, Франция                            | Ковёр    | Иван Лендл    | Арно Бёч Оливье Делатр        | 3-6, 6-7                |